# Неаполітанське морозиво
Неаполітанське морозиво, іменоване в Німеччині Князь Пюклер (Fürst-Pückler-Eis, demi-glace à la Pückler) — один з різновидів морозива, що містить три різних сорти морозива, заморожені спільно.
За поширеною версією, своєю назвою морозиво завдячує численним італійським емігрантам, які у великій кількості почали виїжджати до Америки наприкінці XIX століття. Серед них були вихідці з Неаполя, що почали виготовляти в Новому Світі Неаполітанське морозиво. У 1870-і роки американці дізналися про спумоні — інший різновид морозива, зробленого з декількох різнокольорових шарів, якраз через неаполітанське морозиво. Спочатку італійці робили своє «морозиво Неаполя» у вигляді кольорів прапора Італії. Для цього використовувалося фісташкове, ванільне та полуничне морозиво, що давало відповідно зелений, білий та червоний кольори солодкому виробу. Однак згодом стала популярнішою інша версія морозива, яке прийнято називати неаполітанським. У сучасному (і давно усталеному) варіанті неаполітанське морозиво виготовляється з комбінації шоколадного, ванільного та полуничного морозива..

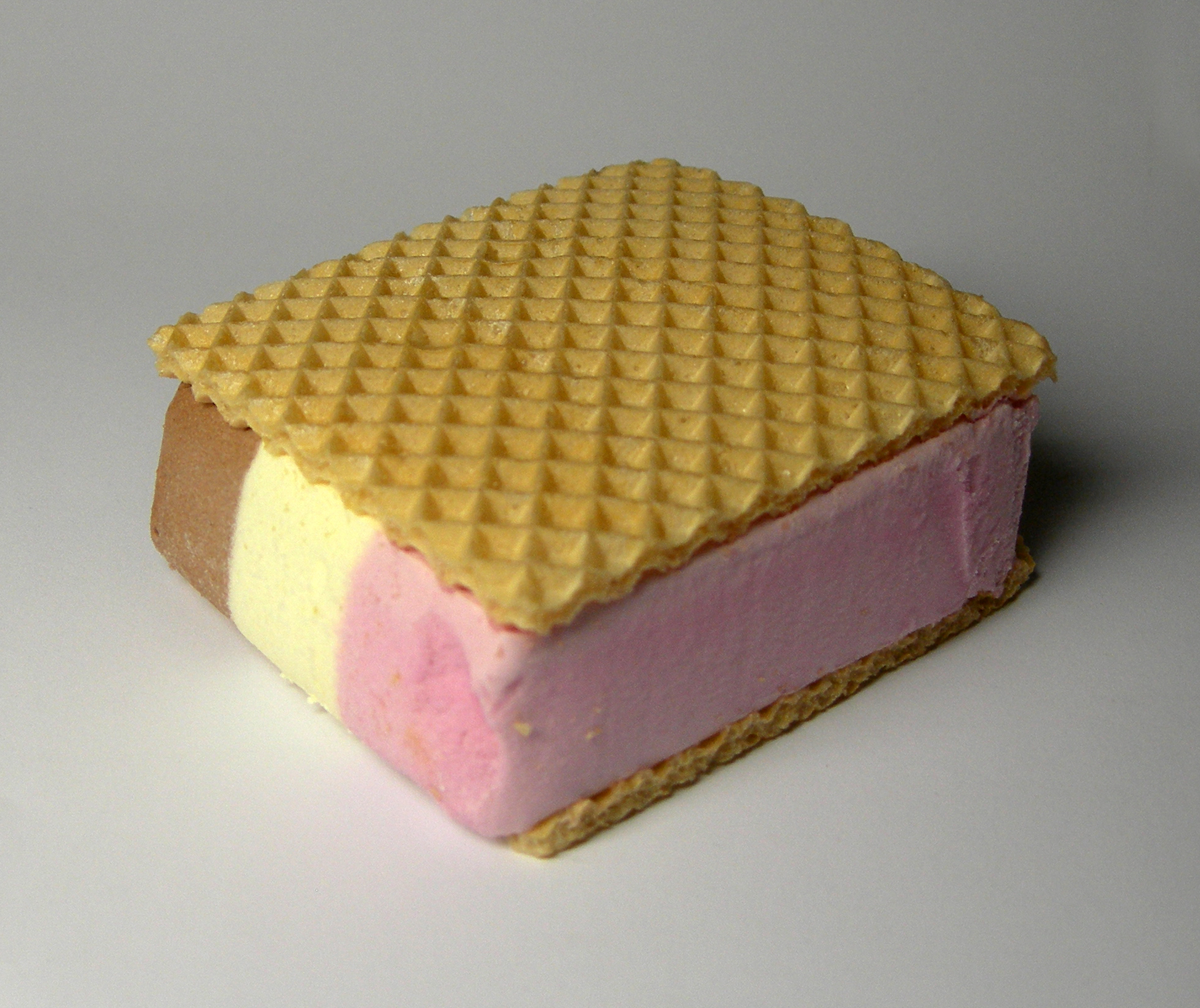
Порційний «Фюрст Пюклер»

Згідно з німецькими джерелами, найраніший рецепт приготування цього виду морозива належить придворному кухареві та кондитерові Прусського королівського двору Луї-Фердинанду Юнгіусу. У 1839 році він у своїй «Книзі кухарського мистецтва» із захопленням описує це вершкове морозиво, яке складається з трьох шарів. Свою німецьку назву морозиво отримало на честь князя (фюрста) Германа фон Пюклер-Мускау (1785—1871).
Основними складовими «Фюрсту Пюклера» були збиті вершки, цукор та свіжі фрукти, які в зимовий час замінювалися конфітюром. Все це нарізалося шарами, через високий вміст жирів у вершках морозиво заморожувалося лише наполовину. Пізніше в розвиток цього рецепту виділилося виробництво з шоколадного, ягідного (полуничного або малинового) і ароматизованого лікером мараскіно макрун — морозива. Наразі макруни як сировина більше не використовуються, і «Фюрст Пюклер» має вигляд комбінації з трьох шарів — шоколадного, ягідного (найчастіше полуничного) та ванільного сортів. Дуже популярним є порційне морозиво із цих трьох шарів, прокладених між двома вафлями. У промисловому виробництві морозива в Німеччині, Австрії та Швейцарії також використовується позначення «за рецептом князя Пюклера» («nach Fürst-Pückler-Art»).